# Sergio Melillo

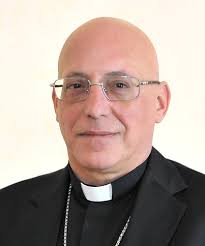
Bischof Sergio Melillo

Bischofswappen von Sergio Melillo

Sergio Melillo (* 16. November 1955 in Avellino, Italien) ist ein Geistlicher und römisch-katholischer Bischof von Ariano Irpino-Lacedonia.

## Leben
Sergio Melillo empfing am 9. September 1989 das Sakrament der Priesterweihe für das Bistum Avellino.
Im Jahr 2005 wurde er Generalvikar des Bistums Avellino und 2009 zusätzlich Dompfarrer an der Kathedrale von Avellino.
Am 23. Mai 2015 ernannte ihn Papst Franziskus zum Bischof von Ariano Irpino-Lacedonia. Die Bischofsweihe spendete ihm der Bischof von Avellino, Francesco Marino, am 31. Juli desselben Jahres. Mitkonsekratoren waren der Apostolische Nuntius in Italien, Erzbischof Adriano Bernardini, und der Bischof von Caserta, Giovanni D’Alise. Die Amtseinführung im Bistum Ariano Irpino-Lacedonia fand am 9. August desselben Jahres statt.
Sergio Melillo ist Großoffizier des Ritterordens vom Heiligen Grab zu Jerusalem.